# Hystricia caliginosa
Hystricia caliginosa là một loài ruồi trong họ Tachinidae.